# Renacer Act
La Ley de Reforzamiento de la Adherencia de Nicaragua a las Condiciones para la Reforma Electoral de 2012 (siglas en inglés de Reinforcing Nicaragua’s Adherence to Conditions for Electoral Reform Act of 2021), también conocida como Ley RENACER o RENACER ACT: Es una ley federal de los Estados Unidos promulgada el 10 de noviembre de 2021. Su objetivo principal es reforzar las sanciones económicas y medidas diplomáticas contra el régimen autoritario de Nicaragua, liderado por Daniel Ortega y su esposa Rosario Murillo en respuesta a violaciones de derechos humanos, corrupción y el deterioro de la democracia en el país.  

## Antecedentes
La aprobación del RENACER Act se enmarca en un contexto de creciente preocupación internacional por la situación política en Nicaragua. Desde las Protestas en Nicaragua de 2018, el Régimen Autoritario y de Copresidencial Nicaragüense de Daniel Ortega y la primera dama Rosario Murillo, ha sido acusado de reprimir a la oposición, restringir la libertad de prensa y manipular procesos electorales. Estas acciones motivaron a legisladores estadounidenses a buscar mecanismos para presionar al régimen nicaragüense y promover reformas democráticas.

## Contenido y Disposiciones Clave
El RENACER Act incluye varias medidas destinadas a abordar la situación en Nicaragua: 
1. Sanciones dirigidas: Autoriza al presidente de los Estados Unidos a imponer sanciones a individuos responsables de corrupción, violaciones de derechos humanos y socavamiento de la democracia en Nicaragua.
2. Restricciones financieras: Instruye a los representantes estadounidenses en instituciones financieras internacionales a oponerse a préstamos o asistencia técnica al gobierno nicaragüense, salvo para proyectos humanitarios.
3. Revisión del CAFTA-DR: Solicita una evaluación de la participación de Nicaragua en el Tratado de Libre Comercio entre Estados Unidos, Centroamérica y República Dominicana (CAFTA-DR), considerando la posibilidad de suspender su acceso si persisten las violaciones democráticas.
4. Informes sobre actividades extranjeras: Requiere informes sobre la influencia de actores extranjeros, como Rusia y China, en Nicaragua, incluyendo ventas militares y otras actividades que puedan afectar la estabilidad regional. [3]
5. Prestamos:  Renacer Act expande la supervisión de los préstamos de las instituciones financieras internacionales a Nicaragua y reafirma la exención legal existente para proyectos humanitarios. [1]
6. Restricción de Visa:  Agrega a Nicaragua a la lista de países centroamericanos sujetos a restricciones de visas relacionadas con la corrupción.

## Proceso Legislativo
El proyecto de ley fue introducido en el Senado el 25 de marzo de 2021 por el senador Bob Menéndez (D-NJ). Fue aprobado por unanimidad en el Senado de Estados Unidos el 1 de noviembre de 2021 y posteriormente por la Cámara de Representantes el 3 de noviembre de 2021 con una votación de 387 a favor y 35 en contra.  El presidente de Estados Unidos Joe Biden firmó la ley el 10 de noviembre de 2021, convirtiéndola en la Ley Pública Nº 117-54 y tres días después de las elecciones nicaragüenses de 2021.  

## Reacciones y Críticas
La aprobación del RENACER Act fue elogiada por defensores de los derechos humanos y miembros de la oposición nicaragüense, quienes la vieron como un paso importante para presionar al Régimen Autoritario y co-presidencial de Daniel Ortega y su esposa Rosario Murillo. Sin embargo, el régimen nicaragüense y sus aliados criticaron la ley, calificándola de injerencia en asuntos internos y una amenaza a la soberanía nacional de la Nicaragua. 

## Enlaces
- Nica Act